# Crataegus ouachitensis
Crataegus ouachitensis — вид рослин із родини трояндових (Rosaceae).

## Біоморфологічна характеристика
Це кущ чи дерево заввишки 40–60 дм. Гілочки 1-річні темно-пурпуруваті, старші сірі; колючки на гілочках ± прямі, 2-річні темно-пурпурові, тонкі, 2–4 см. Листки: ніжки листків дуже тонкі, від ± рівних до 50–66% довжини пластини, рідко волохаті чи голі, злегка залозисті чи не залозисті; пластини від яйцеподібних до дельтато-яйцеподібних, (2)3–4 см, часточки по 1–3 з боків, пазухи неглибокі, верхівки часточок субгострі, краї гостро-пилчасті майже до основи, верхівка загострена, абаксіальна поверхня від розріджено до ± густо волосиста на жилках, адаксіальна змінно шершава, ± гола. Суцвіття 3–8-квіткові. Квітки в діаметрі 15–18 мм. Пиляки рожеві чи від трояндових до рожево-пурпурових. Яблука зелені до пізнього часу, стають яскраво-червоними, від зворотно-яйцюватих до грушоподібних, 8–15 мм у діаметрі, голі; м'якуш жорсткий; плодових кісточок 3 чи 4.

## Середовище проживання
Ендемік Арканзасу США.